# Ejido Francisco J. Múgica
Ejido Francisco J. Múgica är en ort i Mexiko.   Den ligger i kommunen Sinaloa och delstaten Sinaloa, i den västra delen av landet, 1 200 km nordväst om huvudstaden Mexico City. Ejido Francisco J. Múgica ligger 25 meter över havet och antalet invånare är 355.
Terrängen runt Ejido Francisco J. Múgica är mycket platt. Runt Ejido Francisco J. Múgica är det ganska tätbefolkat, med 100 invånare per kvadratkilometer. Närmaste större samhälle är Adolfo Ruíz Cortínes, 5,5 km väster om Ejido Francisco J. Múgica. Trakten runt Ejido Francisco J. Múgica består till största delen av jordbruksmark.